# アンリ4世万歳
「アンリ4世万歳」（仏: Vive Henri IV）は、かつてヨーロッパに存在したフランス王国の旧国歌である。現在のフランスは共和制のため、使用されることは無い。

## 概要
内容はアンリ4世をたたえると共に、風刺もした歌詞である。アンリ4世は現在もフランス共和国内では人気であり、大アンリ、良王アンリと呼ばれる。作詞者はシャルル・コレーで、1770年に喜劇オペラを作る際につけた歌詞が爆発的に広がった。バロック音楽風であり、ちょうどこのころルネサンス音楽からバロック音楽への移行期間であった。また、フランス革命時には貴族を批判する歌詞のものも流行した。

## 歌詞
1

Vive Henri IV!

Vive ce roi vaillant!

Ce diable à quatre

A le triple talent

De boire et de battre

Et d'être un vert galant.

De boire et de battre

Et d'être un vert galant.

2

Au diable guerres,

Rancunes et partis!

Comme nos pères

Chantons en vrais amis,

Au choc des verres

Les roses et les lys.

Au choc des verres

Les roses et les lys.

3

Chantons l'antienne

Qu'on chantera dans mille ans;

Que Dieu maintienne

En paix ses descendants

Jusqu'à ce qu'on prenne

La Lune avec les dents.

Jusqu'à ce qu'on prenne

La Lune avec les dents.

4

Vive la France!

Vive le roi Henri!

Qu'à Reims on danse,

En disant comme Paris:

Vive la France!

Vive le roi Henri!

Vive la France!

Vive le roi Henri!

## 歴代フランス国歌一覧
- 神は偉大な王を守る（Domine, salvum fac regem）- フランス王国の準国歌、王室歌。
- 門出の歌（Le chant du depart）- 第一帝政期の国歌。
- ラ・パリジェンヌ（La Parisinenne）- 七月王政（オルレアン朝）期の国歌。
- ラ・マルセイエーズ（La Marseillaise）- 現在のフランスの国歌。
- ジロンド派の歌（Le chant des girondins）- 第二共和政期の国歌。
- シリアへ旅立ちながら（Partant pour la Syrie）- 第二帝政期の準国歌。
- インターナショナル（L'Internationale）- パリ・コミューンの革命歌、後のソ連国歌。政治情勢次第ではフランスの国歌にもなった可能性がある。
- 元帥よ、我らここにあり！（Marechal, nous voila!）- ヴィシー政権の準国歌。ドイツ占領地域では三色旗とラ・マルセイエーズは禁止されていた。
- パルチザンの歌（フランス語版）（Le chant des partisans）- 自由フランスの準国歌。第四共和政の国歌の座をラ・マルセイエーズと争った。